# Musculus rectus thoracis
Der Musculus rectus thoracis (lateinisch für gerader Brustkorbmuskel) ist ein paariger Skelettmuskel des Rumpfes bei vierfüßigen Säugetieren. Beim Menschen ist er sehr selten und dann meist nur einseitig ausgebildet.

## Veterinäranatomie
Der Musculus rectus thoracis entspringt an der ersten Rippe und zieht schräg nach hinten und unten (kaudoventral) und liegt dabei den ersten Rippenknorpeln auf. Seine Ansatzsehne strahlt in die Aponeurose des geraden Bauchmuskels (Musculus rectus abdominis) ein. Der Musculus rectus thoracis gehört zu den Atemhilfsmuskeln und unterstützt die Einatmung (Inspiration).

## Humananatomie
Eine sehr seltene Variante (Einzelfallbeschreibung) ist der (unilaterale, rechtsseitige) Musculus rectus thoracis bifurcalis beim Menschen.
Die erste formelle Beschreibung erfolgte 1726 von Dupuy. Eine Erwähnung dieses Muskels erfolgte jedoch schon im Jahr 1604 durch Carbollius.
Beschrieben wurde auch der Musculus sternalis oder Musculus sternocostalis als seltener Brustbeinmuskel beim Menschen. Er hat seinen Ursprung an der Fascia pectoralis oder am vorderen Blatt der Rektusscheide. Nach seinem Verlauf auf dem Musculus pectoralis major parallel zum Sternalrand setzt er am Manubrium sterni oder an der Sehne des Musculus sternocleidomastoideus an. Er wird innerviert von den Nervi thoracici anteriores. Dieser Musculus sternalis kann eine Variation des großen Brustmuskels oder des geraden Bauchmuskels sein. Einige Fasern sind manchmal mit den Ligamenta costoxiphoidea und mit einer Seite des Processus xiphoideus verbunden.